# イフルンベ地域圏
イフルンベ地域圏（イフルンベちいきけん、Ihorombe）は、マダガスカルの地域圏のひとつ。北はオート・マチアトラ地域圏、東はアツィモ・アツィナナナ地域圏、南はアヌシ地域圏、西はアツィモ・アンドレファナ地域圏と接する。地域圏都はイホシ。2018年時点の人口は41万8520人、総面積は2万6391㎢であり、マダガスカルの地域圏の中では最も人口密度が低い。

## スポーツ
- FCイホシ (サッカー)

## 行政区画
イフルンベ地域圏は3つの郡、および31のコミューンに細分されている。
- イアコラ郡：5コミューンが設置されている。
- イホシ郡：20コミューンが設置されている。
- イヴォヒデ郡：6コミューンが設置されている。

## エネルギー
イホロンベ地域圏には1基の水力発電所のみが設置されており、アンビアやアンキリ、イホシ、サハンバノの各都市へ電力を供給している。

## 交通

### 空港
- イホシ空港

## 保護区
圏内には、以下の保護区が設置されている。
- ファンドリアナ・ヴォンドロゾ回廊の一部区域
- イサロ国立公園
- カランバトリトラ保護区の一部区域
- イヴォヒベ山保護区